# دژ ایلال
دژ ایلال یا قلعهٔ ایلال پناهگاهی بود در مازندران که در زمان یورش چنگیز خان مغول به ایران، زنان و کودکان حرم خوارزم به سرکردگی ترکان خاتون بدان پناه آوردند.
۱۰ سال پس از این که سلطان محمد خوارزم‌شاه با کشتن یکی از امرای کبود جامه، بر تبرستان چیره شد، چنگیز خان مغول به ایران یورش آورد. در پی این تاخت و تاز و برای اینکه زنان و کودکان دربار از این رویداد در پناه بمانند، ترکان خاتون (مادر سلطان محمد خوارزم‌شاه) با گروه بسیار زنان و کودکان از راه جوین به مازندران آمد و به گواه تاریخ در یکی از دژهای کوهستانی مازندران پنهان شد. بر سر اینکه آن دژ که سلطان محمد خوارزم‌شاه به همراه زنان و کودکان به آنجا گریختند دقیقاً در کجا می‌باشد اختلاف وجود دارد. گذشته‌نگاران آن پناهگاه را «دژ ایلال» گفته‌اند.
- سید ظهیرالدین در تاریخ مازندران و اعتمادالسلطنه در «تاریخ‌التدوین فی جبال‌الشروین» نوشته‌اند که سلطان محمد خوارزم‌شاه زنان و خزانه خود به دژ ایلال سوادکوه فرستاد.
- اعتمادالسلطنه به نقل از شیخ علی گیلانی محل آن را در قلعهٔ اولاد قید کرده‌است.
- آقای شیخ صدوق گوران حاتمی از اهالی اریم سوادکوه که از دانشمندان و محترمین آن بخش است اظهار کرده که ایلال محلی است از توابع چرات و لوپی و کوهی است بسیار بلند و صعب‌العبور. بر بالای این کوه زمینی است پهناور و چمنزار که نشانهٔ آبادی آن هنوز نمودار است. به گفته قدما محل پناهگاه زنان خوارزمی همان‌جا است.
- در تاریخ جلالی نورالدین محمد زیدری، نام ایلال بدون شناسایی مشخصات آن آمده‌است.
- در جلد دوم تاریخ علاءالدین عطاملک جوینی وارد است که سلطان محمد با فرزندان و خزائن از راه دهستان متوجه مازندران شد. چون به این شهرستان رسید ترکان خاتون را با حرم‌ها به قلاع لاریجان و ایلال فرستاد و سبتای به عقب سلطان به مازندران رفت و به محاصره قلاع مذکور لشکر بنشاند.
- عباس اقبال استاد پیشین دانشگاه تهران نیز در تاریخ خود صریحاً ایلال را از قلاع لاریجان دانسته‌است.
- هبت الله بیاتی دبیر ادبیات و فقه دبیرستان‌های آمل که از فحول ادبا و فقهای آن شهرستان است در تأیید گفته این دسته از مورخان مطالبی نوشته‌است.

## تقسیمات کشوری
در تقسیمات امروزی کشور ایران مکانی به نام ایلال نه در سوادکوه و نه در لاریجان وجود ندارد. ولی در دودانگهٔ هزارجریب روستایی به نام ایلالهست که در برابر و پیوست کوه‌اش، چکادی به نام شاهدژ وجود دارد. اسماعیل مهجوری نویسندهٔ تاریخ مازندران پس از یادآوری ریزگان شاهدژ و قلعه‌اش گمان دیگری را نیز پیش می‌کشد: «با این توضیح دور نیست که زنان حرمسرای محمد خوارزم شاه به این دژ آمده باشند که هم به کوه قارن و دهستان و هم به آبسکون و تمیشه نزدیک است و هم به شاهراه قدیم عراق و خراسان اتصال دارد».

## بن‌مایه
- علی‌اکبر دهخدا. «قلعهٔ ایلال». واژه‌یاب. دریافت‌شده در ۲۳ اردیبهشت ۱۳۹۳.

1. ↑  این روستا امروزه از توابع چهاردانگه شده‌است.